# Dyskografia Radiohead
Dyskografia angielskiego zespołu Radiohead, grającego rock alternatywny, założonego w 1985.

## Albumy studyjne
- Pablo Honey (1993)
- The Bends (1995)
- OK Computer (1997)
- Kid A (2000)
- Amnesiac (2001)
- Hail to the Thief (2003)
- In Rainbows  (2007)
- The King of Limbs  (2011)
- A Moon Shaped Pool (2016)

## Albumy koncertowe
- I Might Be Wrong: Live Recordings[1] (2001)

## EP
- Drill (1992)
- Itch (1993, Japonia)
- My Iron Lung (1994, Australia)
- No Surprises/Running from Demons (1997, Japonia)
- Airbag/How Am I Driving? (1998, USA)
- COM LAG (2plus2isfive) (2004, Japonia)

## Kompilacje
- Looking Back At.... (2000), EMI (Australia) Limited, Australia, Kompilacja w celach promocyjnych
- Radiohead Box Set (2007)
- Radiohead: The Best Of (2008) – złota płyta w Polsce[2]

## Teledyski
| Rok  | Tytuł                                                | Reżyseria                             |
| ---- | ---------------------------------------------------- | ------------------------------------- |
| 1993 | "Creep"                                              | Brett Turnbull                        |
| 1993 | "Anyone Can Play Guitar"                             | Dwight Clarke                         |
| 1993 | "Pop Is Dead"                                        | Dwight Clarke                         |
| 1993 | "Creep" (MTV Beach House)                            | Corrine Day                           |
| 1993 | "Stop Whispering"                                    | Jeff Plansker                         |
| 1994 | "My Iron Lung" (Live at the Astoria)                 | Brett Turnbull                        |
| 1995 | "High and Dry"                                       | David Mould                           |
| 1995 | "Fake Plastic Trees"                                 | Jake Scott                            |
| 1995 | "Just"                                               | Jamie Thraves                         |
| 1995 | "Lucky"                                              |                                       |
| 1996 | "High and Dry" (USA)                                 | Paul Cunningham                       |
| 1996 | "Street Spirit (Fade Out)"                           | Jonathan Glazer                       |
| 1997 | "Paranoid Android"                                   | Magnus Carlsson                       |
| 1997 | "Let Down"(nie wydany)                               | Simon Hilton                          |
| 1997 | "Fitter, Happier"(nie wydany)                        |                                       |
| 1997 | "Karma Police"                                       | Jonathan Glazer                       |
| 1998 | "No Surprises"                                       | Grant Gee                             |
| 1999 | "Palo Alto"                                          | Grant Gee                             |
| 2000 | Kid A                                                | Chris Bran, Shynola i Stanley Donwood |
| 2000 | "Idioteque" (animowany)                              | Chris Bran                            |
| 2000 | "Idioteque" (Live studio)                            | Grant Gee                             |
| 2001 | "Motion Picture Soundtrack"                          | Stanley Donwood i Shynola             |
| 2001 | "Pyramid Song"                                       | Shynola                               |
| 2001 | "Knives Out"                                         | Michel Gondry                         |
| 2001 | "I Might Be Wrong" (Internet)                        | Chris Bran                            |
| 2001 | "I Might Be Wrong"                                   | Sophie Muller                         |
| 2001 | "How To Disappear Completely" (Live)                 |                                       |
| 2002 | "Pulk/Pull Revolving Doors and Like Spinning Plates" | Johnny Hardstaff                      |
| 2003 | "There There"                                        | Chris Hopewell                        |
| 2003 | "Go to Sleep"                                        | Alex Rutterford                       |
| 2003 | "Sit Down, Stand Up"                                 | Ed Holdsworth                         |
| 2003 | "2 + 2 = 5" (Live)                                   | Fabien Raymond                        |
| 2007 | "Jigsaw Falling into Place"                          | Adam Buxton i Garth Jennings          |
| 2008 | "Nude"                                               | Adam Buxton i Garth Jennings          |
| 2008 | "All I Need"                                         | John Seale i Steve Rogers             |
| 2008 | "House of Cards"                                     | James Frost                           |
| 2008 | "Reckoner"                                           | Clement Picon                         |
| 2009 | "Videotape"                                          | Wolfgang Jaiser                       |
| 2011 | "Lotus Flower"                                       | Garth Jennings                        |
| 2016 | "Burn the Witch"                                     | Chris Hopewell                        |
| 2016 | "Daydreaming"                                        | Paul Thomas Anderson                  |